# Robert Gibrat
Pour les articles homonymes, voir Gibrat.
Robert Gibrat, né le 23 mars 1904 à Lorient (Morbihan), mort le 13 mai 1980 à Boulogne-Billancourt, est un ingénieur français qui a été ministre dans le gouvernement de Vichy. Il est notamment connu pour avoir énoncé la loi de Gibrat.

## Biographie
Fils d'un médecin de la marine nationale, il fait ses études à l’École polytechnique (X 1922) et, major, entre au Corps des Mines.
Il suit des cours à l'université de sciences et de droit et enseigne de 1929 à 1935 l'électricité industrielle et la minéralogie à l'École des mines de Saint-Étienne dont il devient également sous-directeur. En 1931, il présente une thèse en doctorat de droit à l'université de Lyon sur Les inégalités économiques, application d'une loi nouvelle, la loi d'effet proportionnel dont sera tirée la loi de Gibrat. Il restera toujours intéressé par l'économétrie.
En 1928, il se marie à Yseult Viel dont il aura trois filles.
Il est membre du groupe de réflexion Ordre nouveau dans le début des années 1930.
Il entre à la Société générale d'entreprise, responsable de la distribution d'électricité dans le Massif central et le Nord. À l'automne 1940, il est nommé directeur de l'électricité au ministère de la Production industrielle. Il est promu secrétaire d'État aux Communications dans le nouveau Gouvernement Laval en remplacement de Jean Berthelot en avril 1942 ; il démissionne lors de l'invasion de la zone libre novembre 1942 mais ne passe pas à la dissidence ; en inspection sur les travaux de la voie ferrée Méditerranée-Niger au moment du débarquement des Alliés en Algérie, il rentre néanmoins à Vichy par loyauté envers Pétain.
Il est condamné à dix ans de dégradation nationale le 12 mars 1946 par la Haute Cour, après un an de prison passé à Fresnes. Il bénéficie d'une grâce deux ans plus tard.
Il reprend ensuite une carrière d’ingénieur en France. Il découvre en 1940 l'énergie marémotrice en consultant le livre L'utilisation de l'Energie de Marées de Georges Boisnier, ingénieur des Ponts et Chaussées à Rennes datant de 1921. Cette étude préconise une grande usine sur la Rance. Il s'intéresse à l'énergie hydraulique et devient ingénieur conseil auprès d'EDF pour l'énergie marémotrice : il participera à la construction de l’usine marémotrice de la Rance et à son inauguration en 1965 par de Gaulle. Avec Massé en 1956, il montre, par la résolution d'un programme linéaire, qu'il est avantageux de remplacer les turbines à gaz par des centrale hydroélectriques. Dans les années 1950, il s'intéresse au nucléaire. Il est directeur général du Groupement pour l'industrie atomique Indatom, qui devient la Société des industries atomiques, Socia, par élargissement et dont il devient le président-directeur général. Il sera président du comité scientifique et technique d'Euratom. Il présidera également de nombreuses sociétés savantes ou professionnelles : Société française des électriciens (1955), Société des ingénieurs civils de France (1966), Société statistique de France (1978) ou la section française de l'American Nuclear Society.

## Publication
- Les Mathématiques modernes, les ingénieurs ou l'avenir de l'homme, de Robert Gibrat, Socia, 1971
- L’Énergie des marées, PUF, 1966.

#### Bases de données et dictionnaires
- Ressources relatives à la recherche :   - Persée
  - ZbMATH
- Notices d'autorité :   - VIAF
  - ISNI
  - BnF (données)
  - IdRef
  - LCCN
  - GND
  - Pays-Bas
  - WorldCat